# Mythimna coreana
Mythimna coreana là một loài bướm đêm trong họ Noctuidae.